# Chimaeridris boltoni
Chimaeridris boltoni är en myrart som beskrevs av Wilson 1989. Chimaeridris boltoni ingår i släktet Chimaeridris och familjen myror. Inga underarter finns listade i Catalogue of Life.

## Bildgalleri

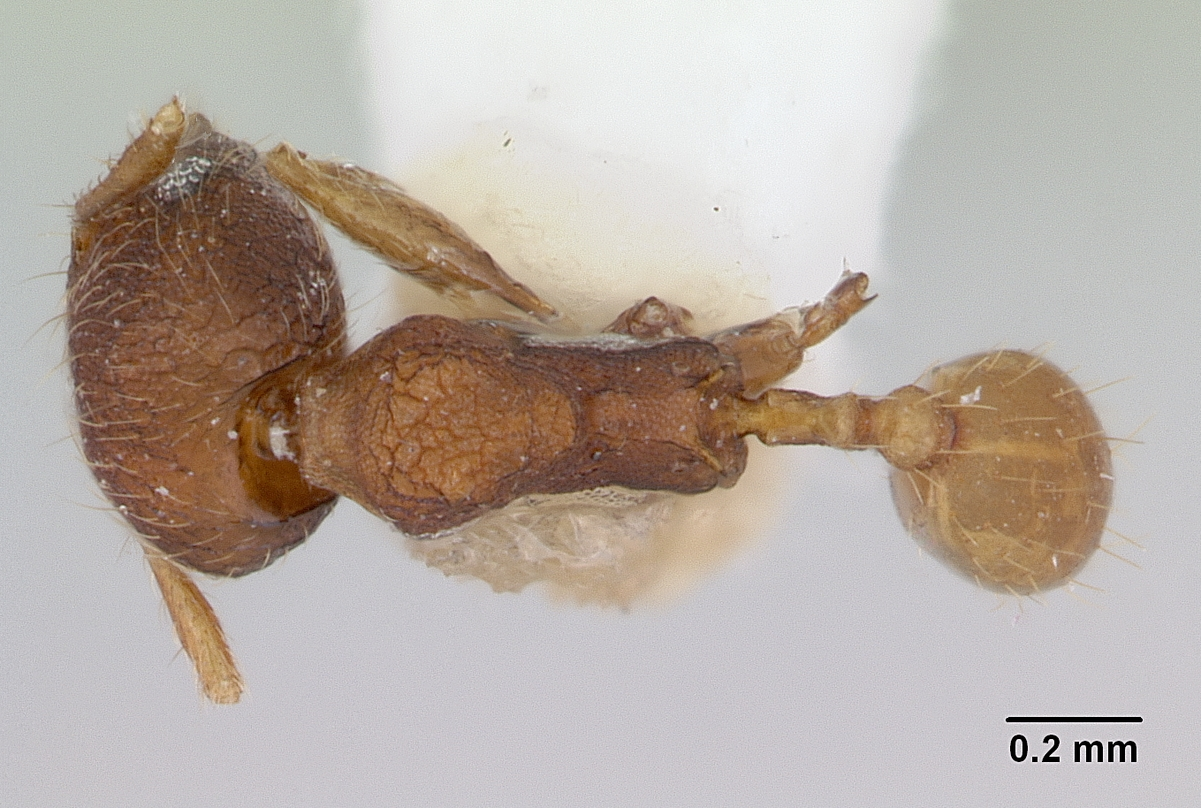
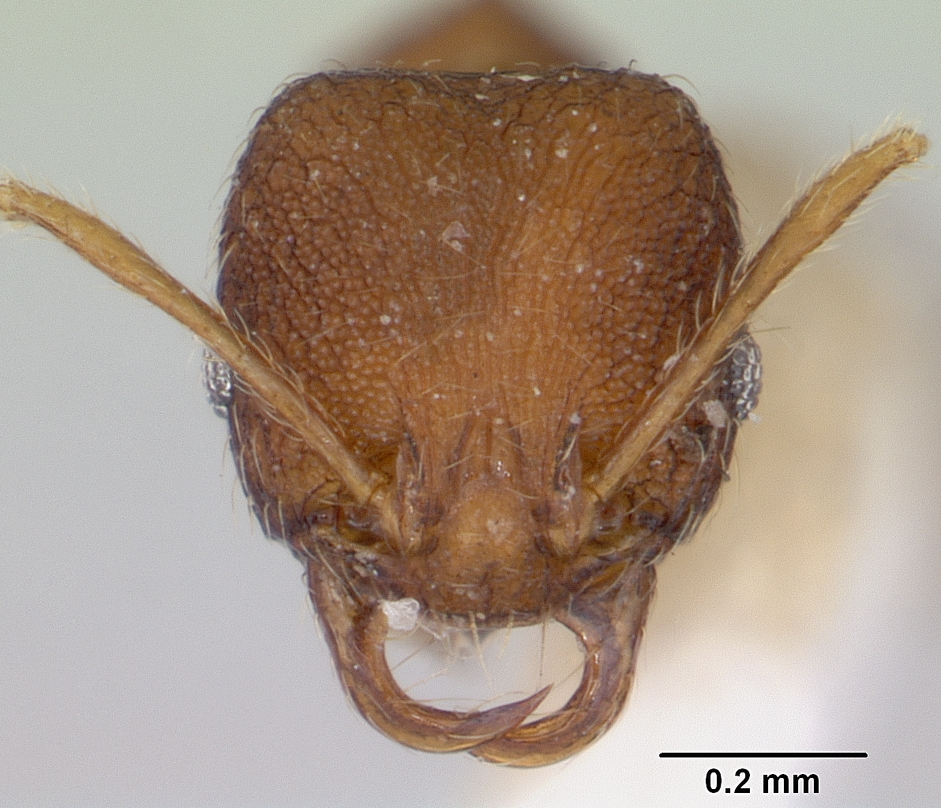
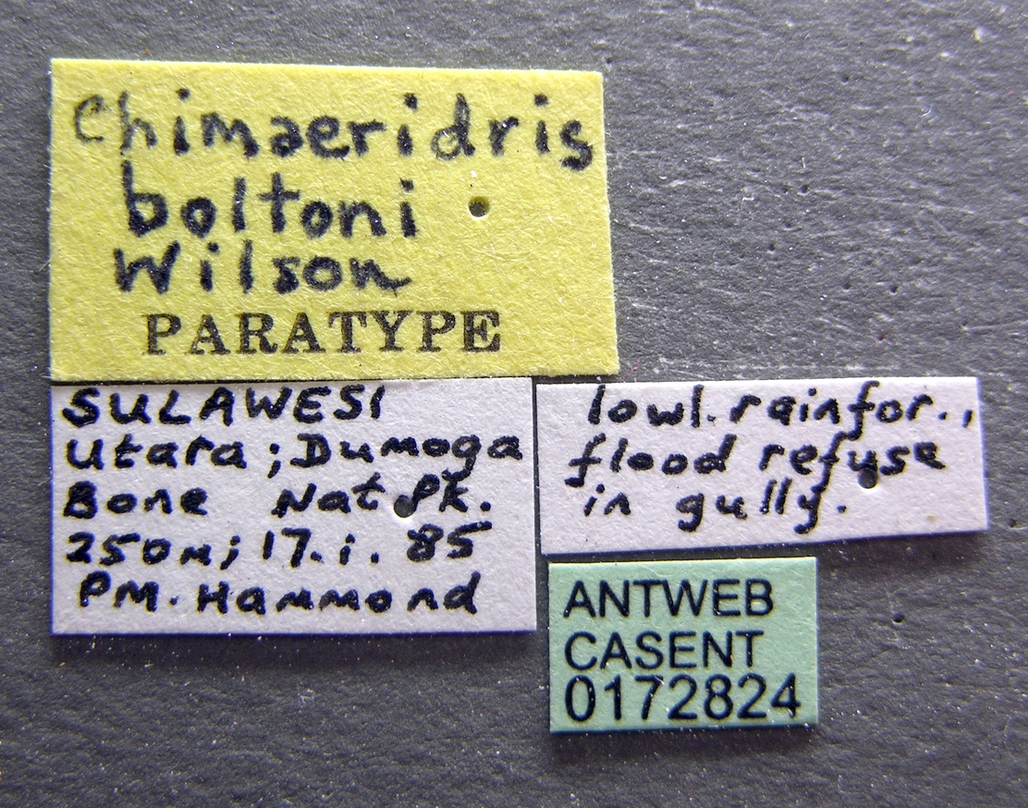
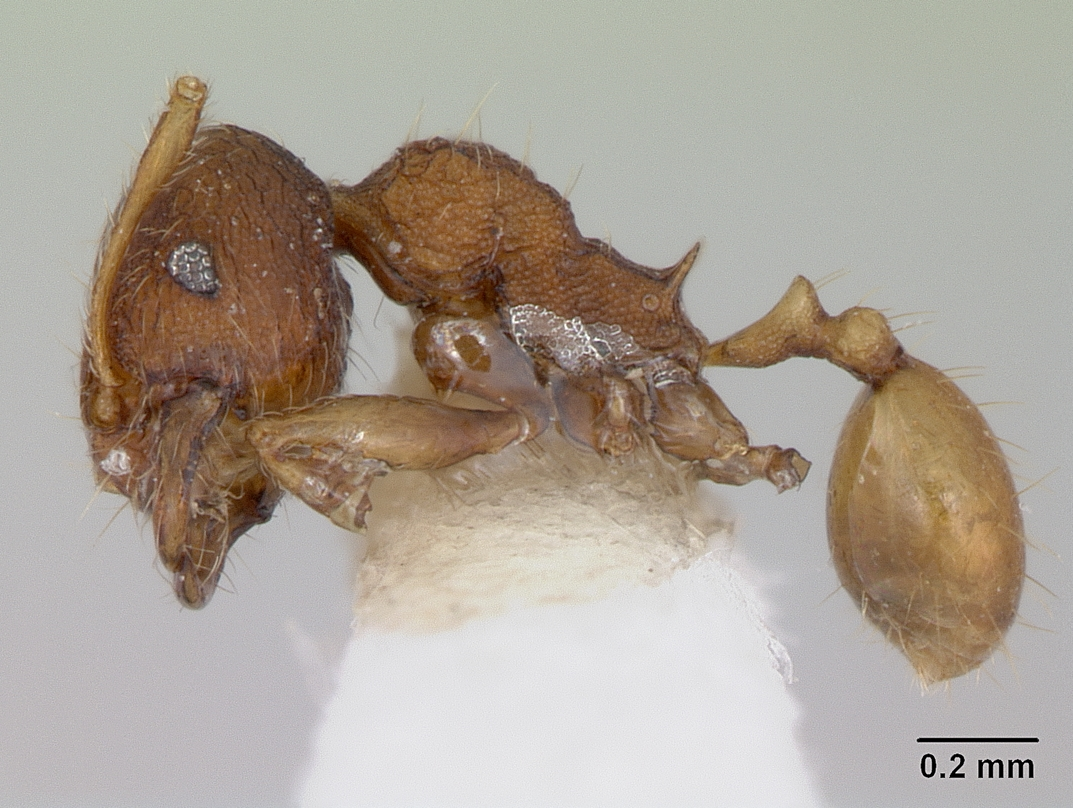